# Vladimir Mesjtjerskij
Vladimir Petrovitj Mesjtjerskij (ryska: Владимир Петрович Мещерский), född 23 januari (gamla stilen: 11 januari) 1839 i Sankt Petersburg, död 23 juli (gamla stilen: 10 juli) 1914 i Tsarskoje Selo, var en rysk furste och romanförfattare. Han var dotterson till Nikolaj Karamzin. 
Mesjtjerskij tjänstgjorde i ryska inrikesministeriet. Han uppsatte 1872 tidningen Grazjdanin och vann även en viss ryktbarhet genom sensationella, men konstnärligt obetydande romaner ur det högre sällskapslivet i Sankt Petersburg. I svensk översättning finnas Odin iz nasiich Bismarkov ("En Bismarck i miniatyr", 1888) och Tajny sovremennago Peterburga ("Det nutida Sankt Petersburgs mysterier", 1891).